# Muscidideicus praetextatus
Muscidideicus praetextatus är en tvåvingeart som först beskrevs av Alexander Henry Haliday 1855. Den ingår i släktet Muscidideicus och familjen styltflugor. Arten förekommer i Europa och inga underarter finns listade i Catalogue of Life.